# 一个人的受难
《一个人的受难》，全称《一个人受难的25幅图像》（法語：25 images de la passion d'un homme），是比利时画家法朗士·麦绥莱勒于1918年出版的一本无字小说。这本无字小说讲述了一个年轻的工人阶级男子领导了一场反抗他的雇主的运动的故事。该书是麦绥莱勒的第一部无字小说，同时也被认为是世界上第一本无字小说——一种在二十世纪二三十年代的欧洲流行的文类。1919年，麦绥莱勒又创作了他最著名的作品《激情之旅》。
麦绥莱尔从小阅读革命社会主义文学，这本书也表达了他的政治观点。作品中同时也充满了宗教意向，如让一个普通人扮演殉教的基督的角色。该作品的视觉元素充满了表现主义，绘画风格上则采用了中世纪木刻版畫的风格。《一个人的受难》很受欢迎，尤其是在该书的德语版本中，作家马克斯·布罗德、赫尔曼·黑塞与托马斯·曼为其作了序，鲁迅也为此书作过序。
1. ↑  鲁迅. . 虚阁网.   [2024-07-18]. （原始内容存档于2024-07-18）.